# Jacob Hedegaard Pedersen
Jacob Hedegaard Pedersen (født 1974) er en dansk forfatter, der i 1995 debuterede med novellesamlingen Dyret – Apokalypser. 
Dyret – Apokalypser var første bind af fem, der samlet kaldes Tarot-serien.
Han har også udgivet fantasy-serien Dværgenes krønike.
I 2013 var han medstifter af forlaget DreamLitt.
Jacob Hedegaard Pedersen arbejder ved siden af forfatterskabet som skolelærer samt freelance redaktør og oversætter.